# Sagittaria subulata
Sagittaria subulata  es una especie de planta acuática de la familia de las alismatáceas. Es autóctona de América del Norte.

## Descripción
Planta herbácea, perenne. Su longitud puede llegar hasta los 40 cm. Ausencia de rizomas. Presencia de estolones y cormos. Hojas sumergidas, filodiales, lenticulares. Raramente flotantes, pecíolo terete 2.4--4 cm. Lámina linear-lanceolada a ovada, 1--2,5' 0,3--1,5 cm. Inflorescencias en racimos, de 2--7 verticilos, flotantes, de 2--11 ' 1,5-4,5 cm; pedúnculos 5--40 cm; brácteas connadas más de 1/4 del largo total, subuladas, 1,5-4,2 mm; delicadas, no papilosas; pedicelos fructíferos recurvados, cilíndricos a en forma de maza, 0,2--1,1 cm. Flores de 0,4 a 1,2 cm de diámetro; sépalos extendidos a recurvados en estaminados, erectos en pistilados, encerrando la flor o cabeza fructífera; filamentos dilatados, más largos que las anteras, glabros; pistilado pedicelado, ocasionalmente con anillo de estambres estériles. Cabezas fructíferas de 0,55 a 0,8 cm de diámetro; aquenios oblanceoloideos, con quilla abaxial, 2 ' 1,5 mm, picudos; caras no tuberculadas, alas 1--2, crenadas, glándulas 0--1; pico lateral, erecto, 0,2--0,4 mm. 2n = 22.
Estacionalidad: floración verano--otoño.

## Distribución
Arroyos y bahías salobres; 0--100m; Ala., Conn., Del., DC, Fla., Ga., Maryland, Mass., Misisipí, NJ, NY, NC, Pa., RI, SC, Va.; América del Sur (Colombia)
Es una especie de interés comercial internacional debido a la acuariofilia, dando lugar a la problemática medioambiental habitual respecto a los malos usos en la gestión por parte de empresas y particulares, ocasionando problemas de competencia interespecífica en múltiples zonas, tales como Indonesia, las Azores y Gran Bretaña.
España: No forma parte del Catálogo Español de Especies Exóticas Invasoras - Flora 

## Ecología
El género Sagittaria contiene alrededor de 30 especies, todas ellas están adaptadas evolutivamente a vivir en zonas salubres, una pequeña fracción de ellas -entre las que se incluye a S. subulata, se han adaptado a permanecer inmersas en el medio líquido permanentemente. Motivo de ello es la distinta variedad morfológica dentro de la especie; si la planta vive sus ciclos vitales de forma continuada en el agua presentará un estrechamiento de las hojas llegando a reducirse hasta llegar a 5 mm de ancho, así como un aumento de longitud. Si  el espécimen se ve en un proceso de adaptación del medio terrestre al acuático, las hojas que queden sumergidas morirán para dar paso a unas nuevas adaptadas al nuevo medo. Ocasionalmente, cuando la S. subulata se encuentra totalmente sumergida lanza un tallo hasta superficie dando lugar en la parte distal superior la inflorescencia.
Valencia ecológica:   
- Temperatura: La tolerancia de temperatura varía en un rango entre 15 - 29 °C, encontrando su punto óptimo en 21 °C.

- pH: La preferencia de pH se encuentra en un rango moderadamente ácido a ligeralmente alcalino, de 6,0 a 7,5.

- Salinidad: Tolerancia entre 1,005 y 1,012.
- Co2: 2mg/L disuelto
- KH: 4-8
- GH: 10-15

Datos edafológicos:
S. subulata se desarrolla mejor en un sustrato rico en nutrientes, especialmente en cantidades sustanciales de hierro (Fe); en sustratos con deficiencia de hierro se constata rápidamente un desvanecimiento de las hojas y presencia de clorosis. 
Respecto al interés en acuariofilia debe tenerse en cuenta que los sustratos utilizados para cultivar esta especie deben ser de granulometría fina, puesto que dispone de raíces delicadas que no pueden penetrar suelos gruesos.